# فالدوجيا

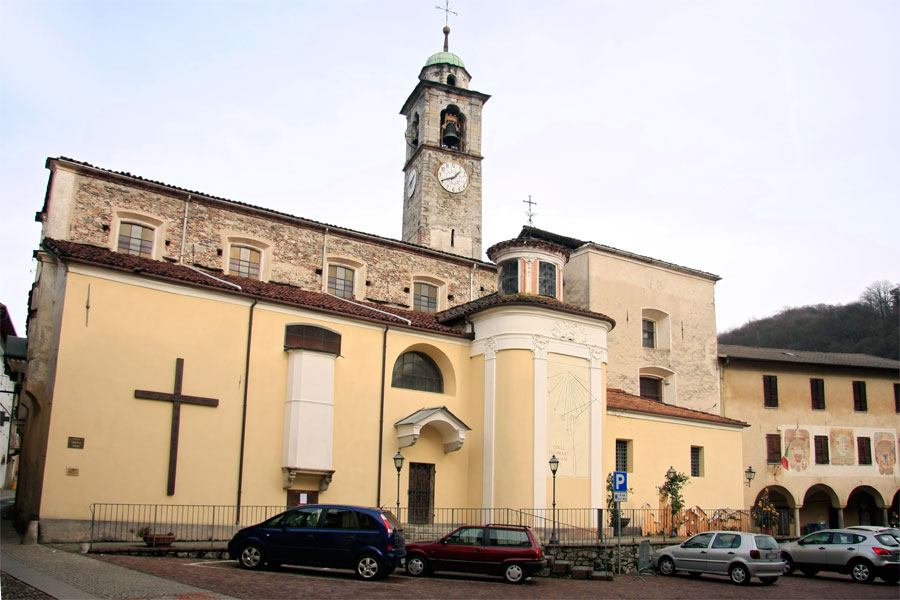
كنيسة باريش

فالدوجيا هي بلدية في مقاطعة فرشيلي التابعة لإقليم بييمونتي الإيطالية، تقع على بعد حوالي 90 كيلومتر (56 ميل) إلى الشمال الشرقي من مدينة تورينو وحوالي 45 كيلومتر (28 ميل) شمال مدينة فرشيلي. في 31 كانون الأول / ديسمبر 2004 كان عدد سكانها 2,305 نسمة، وتبلغ مساحتها 28.7 كيلومتر مربع (11.1 ميل2).
بلدية فالدوجيا تحتوي على فراتسيوني (تقسيمات فرعية للقرى والنجوع).
تقع فالدوجيا على حدود البلديات التالية: بوكا، بورغوسيشيا، سيليو، غارغالو، جريجنوسكا، مادونا ديل ساسو، ماجيورا، بوغنو، سوريسو.

## مشاهير فالدوجيا
- جودينزو فيراري (عن 1471-1546)، رسام.